# لورل هیل (ویرجینیا)
لورل هیل، ویرجینیا (به انگلیسی: Laurel Hill) یک منطقه سرشماری‌شده در ویرجینیا است که در شهرستان فرفکس، ویرجینیا واقع شده‌است.

## خصوصیات
لورل هیل ۶٬۸۵۵ نفر جمعیت دارد.